# San Jorge (Uruguay)
San Jorge es una localidad uruguaya del departamento de Durazno.

## Ubicación
La localidad se encuentra situada en la zona norte del departamento de Durazno, al sur del arroyo Sarandí y sobre la ruta 100 a la altura del km 75 aproximadamente.

## Población
Según el censo de 2011, la localidad contaba con una población de 502 habitantes.
| 182           | 173 | 230 | 376 | 545 | 502 |
| (Fuente: INE) |     |     |     |     |     |